# Campanula balfourii
Campanula balfourii là loài thực vật có hoa trong họ Hoa chuông. Loài này được J.Wagner & Vierh. mô tả khoa học đầu tiên năm 1906.